# Мартинов Андрій Леонідович
Андрі́й Леоні́дович Марти́нов (24 жовтня 1945, м. Іваново, РРФСР, СРСР) — радянський та російський актор театру і кіно. Народний артист Російської Федерації (1994). Лауреат Державної премії СРСР (1975), Державної премії РРФСР ім. братів Васильєвих (1982) та премії Ленінського комсомолу (1974).

## Життєпис
А. Л. Мартинов народився у місті Іваново 24 жовтня 1945 року в родині вчителів. У нього було два старших брати — Рудольф (1939 р.н.) і Юрій (1941 р.н.). Їх батько, Леонід Миколайович Мартинов був інвалідом першої групи по зору, проте він був пристрасним прихильником театрального мистецтва і активно займався в драматичному кружку товариства сліпих. Саме це спонукало Андрія стати актором. Сильне враження на хлопчика справив ляльковий театр, що виступав у його дитячому садку. Вистава дуже вразила Андрія і він вирішив створити власний театр. Хлопчик сам зробив ляльки, декорації після чого він продемонстрував власну п'єсу своїм друзям.

Одного разу під час гастрольного туру в Іваново приїхали актори знаменитого МХАТу на чолі з легендарним Олексієм Миколайовичем Грибовим. Не зважаючи на те, що А.Мартинову було на той час лише шістнадцять років, він зумів добитися особистої зустрічі з О. Грибовим. Хоча під час прослуховування молодого актора обраний монолог йому не надто сподобався, сама зустріч залишили в обох дуже позитивне враження і значною мірою визначила його подальшу долю. А. Мартинов вирішив вступити до школи-студії при МХАТі. Однак там його спіткала невдача на вступних іспитах. Натомість, Андрій успішно склав вступні випробовування до Щукінського училища, однак і туди його не зарахували, оскільки на момент вступу йому ще не виповнилося 17 років. Після повернення до рідного Іваново А. Мартинов працював певний час будівельником.

1963 року А. Мартинов таки вступив до Російського інституту театрального мистецтва, навчання в якому перервала трирічна служба у лавах Радянської армії у військах ППО. Після демобілізації Мартинов продовжив навчання в театральному інституті а в 1970 році, після його закінчення, почав працювати актором Московського театру юного глядача.

Починаючи з 1972 року А.Мартинов почав зніматися у кіно. Перша ж його роль старшини Федота Васкова у фільмі режисера Станіслава Ростоцького «А зорі тут тихі» принесла йому всенародне визнання і любов. Не менш успішною було його інша роль — Кир'яна Інютіна в багатосерійному фільмі режисерів Володимира Краснопольського та Валерія Ускова «Вічний поклик», знятому на кіностудії «Мосфільм» впродовж 1973—1983 років.

Пізніше А. Мартинов переходить до Московського драматичного театру на Малій Бронній, а в 1981 році стає актором кіностудії ім. М. Горького.

З початку 1980-х років по 2004 рік А.Мартинов через складну ситуацію з тогочасним російським кінематографом та у зв'язку з погіршенням стану здоров'я, активно займається дубляжем іноземних фільмів та телесеріалів. Саме дубляж стає його основною професією останніх років. Найбільш помітною його роботою в цій якості стає дублювання ролі Оскара Шиндлера у відомому фільмі 1993 року «Список Шиндлера».

## Особисте життя
Офіційно дружиною А. Мартинова до 2017 року була німкеня Франциска Тюн з якою він познайомився на одному з кінофестивалів, що проходив в 1972 році у Німеччині. Франциска була дочкою німецького дипломата, навчалася в МДУ і чудово володіла російською мовою. Вони досить швидко одружилися. У них є син Олександр і троє онуків, які живуть у Німеччині. Особисте життя в них не склалося і вони розлучилися та роз'їхалися по різних країнах. А. Л. Мартинов залишився в Росії, а колишня дружина з сином Олександром повернулися до Німеччини.

## Фільмографія
1. 1972 — А зорі тут тихі — старшина Федот Васков
2. 1973 — Слідство ведуть ЗнаТоКі — Олег Федорович Каталін
3. 1973 — Вічний поклик — Кир'ян Інютін, син Дем'яна Інютіна
4. 1976 — Місто з ранку до півночі — батько хлопчика
5. 1977 — Білий Бім Чорне вухо — Андрій Леонідович, старший лейтенант міліції
6. 1978 — Останній шанс — майстер Єршов
7. 1978 — Капітанська дочка — урядник Максимович
8. 1978 — Зникнення — Степан Коренець, гончар
9. 1981 — Здоровань — Єгор
10. 1981 — Гори, гори ясно — Локтіонов
11. 1981 — Через Гобі і Хінган — Теренков
12. 1981 — Факти минулого дня — Кріквін
13. 1981 — Синдикат-2 — Андрій Павлович Федоров
14. 1982 — Василь Буслаєв — Акулов
15. 1982 — Владивосток, рік 1918 — Никифоров
16. 1982 — Ми жили по сусідству — Микола, батько Сергія
17. 1982 — Божевільний день інженера Баркасова — Слоняєв, поет
18. 1983 — Тут твій фронт — директор заводу
19. 1984 — Через роки — батько
20. 1984 — Сильна особистість з 2 «А» — батько Діми Круглікова
21. 1984 — Без права на провал — Микола Васильович Лозовий, лейтенант, колишній вчитель
22. 1985 — Битва за Москву — командир москвичів-ополченців
23. 1985 — Увага! Всім постам ... — Павло Єгорович Тихоня, старшина
24. 1985 — Секунда на подвиг — Яків Новиченко
25. 1988 — Гулящі люди — боярин Зюзін
26. 1990 — Микола Вавилов — Вавилов Сергій Іванович
27. 1991 — Непередбачувані візити — Якушин
28. 1991 — Цар Іван Грозний — Малюта Скуратов
29. 1992 — Удачі вам, панове! — начальник колони
30. 1997 — Чарівний портрет — Тіт
31. 1998 — Цар Олексій — Афанасійович
32. 1998 — Му-му — Гаврило Андрійович
33. 1999 — Президент і його внучка — епізод
34. 2002 — Льодовиковий період — Кичігін
35. 2003 — На розі, біля Патріарших-3 — генерал-лейтенант Попов
36. 2003 — Не звикайте до чудес — епізод
37. 2003 — Чорна мітка — член Політбюро ЦК КПРС О.Яковлєв
38. 2004 — Багатство — Павло Сергійович Блінов
39. 2010 — Сонька. Продовження легенди — Никанор, слуга князя Брянського

## Нагороди
- Премія Ленінського комсомолу (1974) — за роль старшини Васкова у фільмі «А зорі тут тихі…» (1972).
- Державна премія СРСР (1975) — за роль старшини Васкова у фільмі «А зорі тут тихі…» (1972).
- Державна премія РРФСР ім. братів Васильєвих (1982) — за виконання ролі Кряквіна у фільмі «Факти минулого дня» (1981).
- Премія КДБ СРСР (1981?) — за роль Федорова у фільмі «Синдикант-2».
- Заслужений артист РРФСР (11.08.1980).
- Народний артист РФ (1.03.1994).